# Rábahídvég
Rábahídvég je vas na Madžarskem, ki upravno spada pod Vasvársko okrožje Železne županije.